# Church of The Incarnation (Tombae)

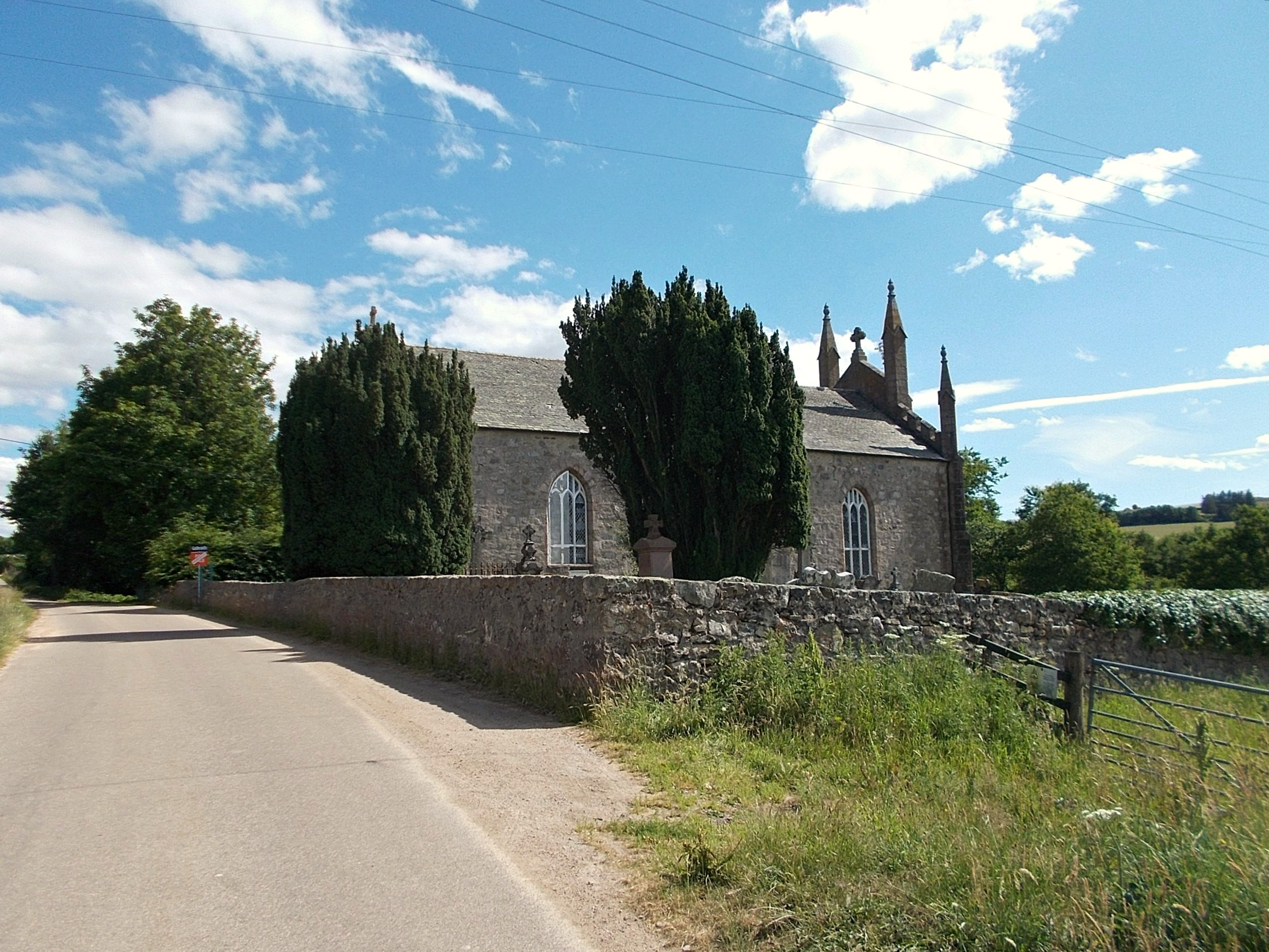
Church of The Incarnation

Die Church of The Incarnation ist ein römisch-katholisches Kirchengebäude nahe dem Weiler Tomnavoulin in der schottischen Council Area Moray. 1972 wurde das Bauwerk in die schottischen Denkmallisten zunächst in der Kategorie B aufgenommen. Die Hochstufung in die höchste Denkmalkategorie A erfolgte 1987.

## Geschichte
Seit 1745 betreute ein Geistlicher die Gläubigen in der dünnbesiedelten Region entlang des Livets. Dieser lebte nahe einem 1790 errichteten Gebetshaus. Dieses wurde gegen Ende der 1820er Jahre durch die Church of The Incarnation ersetzt und verfiel. Das Kirchengebäude wurde von dem in Aberdeen ansässigen Architekten John Gall geplant. Nachdem der Baubeginn im Jahre 1827 zu verzeichnen ist, wurde das Gebäude am 2. Februar 1829 eröffnet, wenn auch unfertig. Nur wenige Tage später verheerte eine Flut die Uferregionen des Livet. Unter Leitung des Bischofs von Aberdeen, James Kyle, und vermutlich mit Unterstützung des Geistlichen Walther Lovi, wurde der Innenraum 1844 fertiggestellt. Zu den Arbeiten zählte die Einrichtung einer Priesterwohnung, die Fertigstellung der Gewölbedecke sowie der Bau einer Orgelgalerie.
2013 wurde die zwischenzeitlich ungenutzte Kirche in das Register gefährdeter denkmalgeschützter Bauwerke in Schottland aufgenommen. Im Rahmen einer Begehung im Jahre 2018 wurde ihr Zustand als schlecht bei gleichzeitig moderatem Risiko auf Verschlechterung eingestuft.

## Beschreibung
Die Church of The Incarnation steht isoliert rund 800 Meter südöstlich von Tomnavoulin gegenüber der Whiskybrennerei Tamnavulin am rechten Ufer des Livets. Das Eingangsportal des neogotischen Bauwerks befindet sich an der westexponierten, dem Livet zugewandte Giebelseite, die, ungleich der gegenüberliegenden, straßenseitigen Fassade, als Prunkfassade ausgestaltet ist. Sie ist mit rosafarbenen Granitquader verblendet und mit Strebepfeilern mit Pinakeln und zinnenbewehrter Brüstung ausgestaltet. Am Fuße befindet sich das Spitzbogenportal, das von hohen spitzbogigen Maßwerken flankiert ist. Darüber befindet sich ein weiteres Maßwerk. Alle Maßwerke sind mit hölzernen Stabwerken ausgeführt.
Die drei Achsen weiten Gebäudeflanken sind schlicht mit Spitzbogenfenstern ausgestaltet. Die Ostfassade ist analog der Westfassade ausgeführt, jedoch wesentlich schlichter. Das abschließende Satteldach mit giebelständigem Kreuz ist mit Schiefer eingedeckt.